# Austrodecus calvum
Austrodecus calvum is een zeespin uit de familie Austrodecidae. De soort behoort tot het geslacht Austrodecus. Austrodecus calvum werd in 1991 voor het eerst wetenschappelijk beschreven door Stock. 